# Carl Gottlieb Elsässer
Carl Gottlieb Elsässer (* 7. Juni 1817 in Höfingen; † 5. Januar 1885 in Hawthorn) war ein deutsch-australischer Komponist und Musikpädagoge.
Elsässer wurde zunächst von seinem Vater, der Lehrer war, ausgebildet und nahm dann Unterricht bei dem Stuttgarter Organisten Konrad Kocher. Er setzte den Unterricht bei dem Organisten und Komponisten Johann Gottlob Schneider in Dresden fort. Nach seiner Rückkehr nach Stuttgart wirkte er als Dirigent und Musiklehrer.
Während der Märzrevolution 1848 vertrat er einige Zeit den Hofkapellmeister Peter Joseph von Lindpaintner, der mit einem Auftrittsverbot belegt worden war. Nach der Niederschlagung der Demokratiebewegung ging Elsässer 1849 nach England, wo er an einem Privatcollege unterrichtete.
1853 wanderte Elsässer nach Australien aus, wo er bis zu seinem Tod in Melbourne lebte. Er trat hier als Komponist mit einigen Orchester- und Chorwerken – insbesondere mehreren Kantaten – hervor, dirigierte in der Saison 1861 die Melbourne Philharmonic Society und betätigte sich als Musiklehrer. Zu seinen Schülerinnen zählten u. a. die Sängerinnen Amelia Bailey und Geraldine Warden. Anfang 1884 erlitt er einen Schlaganfall, der ihn der Sprache beraubte und erwerbsunfähig machte. Bis zu seinem Tod wurde er von Freunden und Kollegen, darunter John Lemmoné, unterstützt.

## Werke
- Praise the Lord, Kantate, 1860
- Wedding Cantata, 1863
- Peace Festival Cantata („Siegeskantate“), 1871
- Victoria's Dream, Kantate, 1880
- Songs of Praise, 1882

## Quelle
- Kenneth Hince: Elsässer, Carl Gottlieb (1817–1885). In: Douglas Pike (Hrsg.): Australian Dictionary of Biography. Band 4. Melbourne University Press, Carlton (Victoria) 1972, ISBN 0-522-84034-5 (englisch).

| Personendaten    | Personendaten                                     |
| ---------------- | ------------------------------------------------- |
| NAME             | Elsässer, Carl Gottlieb                           |
| KURZBESCHREIBUNG | deutsch-australischer Komponist und Musikpädagoge |
| GEBURTSDATUM     | 7. Juni 1817                                      |
| GEBURTSORT       | Höfingen (Leonberg)                               |
| STERBEDATUM      | 5. Januar 1885                                    |
| STERBEORT        | Hawthorn (Victoria)                               |